# Krogulec trójbarwny
Krogulec trójbarwny (Tachyspiza brachyura) – gatunek średniej wielkości ptaka drapieżnego z rodziny jastrzębiowatych (Accipitridae). Jest endemiczny dla dwóch wysp w Archipelagu Bismarcka: Nowej Brytanii i Nowej Irlandii. Słabo poznany i dość rzadko spotykany; narażony na wyginięcie.
SystematykaBlisko spokrewniony z krogulcem obrożnym (T. cirrocephala), rdzawym (T. erythrauchen), być może także z krogulcem różanym (T. rhodogaster). Nie wyróżnia się podgatunków.
MorfologiaGrzbiet jest ciemnoszary z pasem o intensywnej, kasztanowatej barwie na karku. Klatka piersiowa i brzuch mają barwę białą, nogi bladożółtą, oczy czerwoną. Osobniki tego gatunku osiągają długość 27–34 cm.
EkologiaKrogulce trójbarwne żyją w otwartych lasach i na obrzeżach lasów, częściej w górach niż na nizinach. Występują do wysokości 1800 m n.p.m. Nie migrują, jedynie osobniki młodociane po usamodzielnieniu się opuszczają tereny lęgowe.
StatusMiędzynarodowa Unia Ochrony Przyrody (IUCN) uznaje krogulca trójbarwnego za gatunek narażony na wyginięcie (LC – least concern) nieprzerwanie od 1994 roku. Liczebność populacji na Nowej Brytanii w przybliżeniu oszacowano na 250–1000 dorosłych osobników; podobnie na Nowej Irlandii, gdzie jest bardziej pospolity, gdyż skupiony na sporo mniejszym obszarze. Trend liczebności populacji uznaje się za spadkowy. Główne zagrożenia dla gatunku to wycinka lasów na terenach nizinnych i pagórkowatych.